# Кубок Дружбы по баскетболу
Кубок Дружбы — предсезонный товарищеский баскетбольный турнир, проходящий в Ярославле с 2019 года. Организатором турнира выступает баскетбольный клуб «Буревестник» (Ярославль).

## Кубок Дружбы-2019
Первый турнир прошёл с 27 по 29 сентября в КСК «Вознесенский». В нём приняли участие «Буревестник», «Восток-65», «Спартак-Приморье» и «Университет-Югра». Все средства от продажи билетов «Буревестник» направил на закупку инвентаря ярославским спортшколам.
| Команда          | Игр | В | П | МЗ  | МП  | МР  |
| ---------------- | --- | - | - | --- | --- | --- |
| Спартак-Приморье | 3   | 3 | 0 | 286 | 229 | +57 |
| Буревестник      | 3   | 2 | 1 | 240 | 255 | −15 |
| Восток-65        | 3   | 1 | 2 | 259 | 271 | −12 |
| Университет-Югра | 3   | 0 | 3 | 251 | 281 | −30 |

| 27 сентября                         |        |
| Спартак-Приморье - Университет-Югра | 103:80 |
| Буревестник - Восток-65             | 88:84  |

| 28 сентября                    |       |
| Восток-65 - Университет-Югра   | 97:92 |
| Спартак-Приморье - Буревестник | 92:71 |

| 29 сентября                    |       |
| Буревестник - Университет-Югра | 81:79 |
| Спартак-Приморье - Восток-65   | 91:78 |